# Андреевский сельский совет (Великобурлукский район)
Андреевский сельский совет — входит в состав Великобурлукского района Харьковской области Украины.
Административный центр сельского совета находится в селе Андреевка.

## История
- 1923 — дата образования.

## Населённые пункты совета
- село Андреевка
- село Веселое
- село Рогозянка
- село Садовод
- село Стецковка